# Pseudopathocerus humboldti
Pseudopathocerus humboldti là một loài bọ cánh cứng trong họ Cerambycidae.